# Emmanuelle Haïm
Emmanuelle Haïm (pronunciació francesa: [ɛmanɥɛl aim]; París, 11 de maig de 1962) és una clavecinista i directora d'orquestra francesa, especialitzada en música antiga i música barroca.

## Primers anys
Haïm va créixer a París i a seva educació musical va començar ben aviat, després de la compra d'un piano per part del seu pare i de la visita a la seva família de Zoltán Kocsis quan tenia 8 anys. Haïm estava interessada en la dansa de petita, però li van diagnosticar una desviació de columna vertebral als 10 anys que l'obligà a dur una cotilla del cos durant deu anys.
Haïm va passar 13 anys estudiant al Conservatoire Supérieur de Musique et de Danse de París, on va estudiar orgue amb André Isoir. Es va concentrar en el clavicèmbal, que va estudiar amb Kenneth Gilbert i Christophe Rousset, i va rebre cinc primers premis al conservatori. William Christie la va convidar a treballar amb el seu conjunt Les Arts Florissants, com a intèrpret de baix continu i ajudant musical. Per recomanació de Christie, després va treballar com a ajudant de Simon Rattle i com a artista convidada amb Rattle.

## Direcció d'orquestra
Després de diversos anys, Haïm va deixar Les Arts Florissants per convertir-se en directora d'orquestra. L'any 2000 va formar el seu propi conjunt d'època barroca, Le Concert d'Astrée, amb el qual dirigeix i actua regularment.
El debut de Haïm com a directora el 2001 a la Glyndebourne Touring Opera, en una producció de Rodelinda de Haendel', la va donar a conèixer. Va tornar a Glyndebourne el 2006 per dirigir la seva producció de Giulio Cesare. La seva primera aparició a The Proms va ser el juliol de 2008. El seu debut a la direcció als Estats Units va ser el 2003, al Chicago Opera Theatre. El 2 de novembre de 2007 es va convertir en la primera dona que va dirigir a la Lyric Opera of Chicago, amb Giulio Cesare. La seva primera aparició als Estats Units amb una orquestra simfònica va ser el novembre de 2011 a Los Angeles.
Haïm està divorciada i és mare d'una filla, Louise, de la seva relació amb l'oboista Laurent Decker.

## Discografia
Haïm té un contracte de gravacions amb Virgin Classics. Entre els seus col·laboradors hi ha Natalie Dessay, Ian Bostridge, Rolando Villazón, Philippe Jaroussky, Susan Graham, Sara Mingardo i Laurent Naouri .
Discografia (extracte)
- Handel, Arcadian Duets amb Natalie Dessay, Laura Claycomb, Véronique Gens et al. (2002, Virgin Classics)
- Purcell, Dido and Aenas amb Susan Graham, Ian Bostridge et al. (2003, Virgin Classics)
- Monteverdi, L'Orfeo amb Ian Bostridge, Natalie Dessay, Véronique Gens et al. (2004, Virgin Classics)
- Handel, Delirio amb Natalie Dessay (2005, Virgin Classics)
- Monteverdi, Il Combatimento Di Tancredi I Clorinda amb Rolando Villazón et al. (2006, Virgin Classics)
- Handel, Il Trionfo del tempo e del disinganno amb Natalie Dessay, Ann Hallenberg et al. (2007, Virgin Classics)
- Lamenti amb Rolando Villazón, Natalie Dessay, Véronique Gens, Joyce DiDonato et al. (2008, Virgin Classics)
- Bach, Cantatas amb Natalie Dessay (2008, Virgin Classics)
- Handel, Cleopatra amb Natalie Dessay (2011, Virgin Classics)
- Une fête baroque amb Natalie Dessay, Ann Hallenberg, Philippe Jaroussky, Rolando Villazón et al. (2012, Virgin Classics)

## Premis i honors
Emmanuelle Haïm va ser nomenada cavaller de la Légion d'Honneur el 2009 i és cavaller de l'Ordre des Arts et des Lettres. El 2007, va ser nomenada membre honorari de la Royal Academy of Music de Londres. El juny de 2018, el ministeri de cultura de França li concedí el títol d'oficial de l'Orde Nacional del Mèrit.